# Gabriel Miró
Gabriel Miró Ferrer (Alicante, 28 luglio 1879 – Madrid, 27 maggio 1930) è stato uno scrittore spagnolo.
Ebbe una vita difficile: costretto a miseri impieghi non poté mai dedicarsi completamente al lavoro letterario. Cominciò a scrivere giovanissimo ma restò a lungo incerto se la sua vera vocazione fosse la letteratura o la pittura. La sua sensibilità figurativa finì con l'imporsi proprio nei romanzi,  nei quali hanno una parte rilevante e assai viva le descrizioni di città, campagne, giardini del levante spagnolo. 
Estraneo all'impegno morale e politico della "generazione del '98", Gabriel Mirò fu un narratore di grande forza evocativa, un prosatore raffinato e sensuale, attento al fascino della natura. I suoi romanzi più significativi esprimono il conflitto lacerante fra questa spontanea inclinazione e le forze esteriori che la limitano, dal fanatismo religioso alla crudeltà della vita pratica. Fu anche autore di racconti dallo stile impeccabile.

## Opere principali
- La mujer de Ojeda, 1901
- Hilván de escenas, 1903
- Del vivir, 1904
- La novela de un amigo, Alicante, 1908
- Nómada, 1908
- La palma rota, 1909
- El hijo santo, novella, 1909
- Amores de Antón Hernando, novella
- Las cerezas del cementerio
- La señora, los suyos y los otros, 1912, novella
- Del huerto provinciano, Barcelona, 1912, racconti
- El abuelo del rey, Barcelona, 1915
- Dentro del cercado, Barcelona, 1916
- Figuras de la Pasión del Señor, 1916 e 1917
- Libro de Sigüenza, 1917
- El humo dormido, Madrid, 1919
- El ángel, el molino y el caracol del faro, Madrid, 1921
- Nuestro padre San Daniel, Madrid, 1921
- Niño y grande, Madrid, 1922
- El obispo leproso, Madrid, 1926
- Años y leguas, Madrid, 1928
- Epistolario, edizione di Ian R. Macdonald e Frederic Barberà, 2009